# Scaphidiomyces scaphicoma
Scaphidiomyces scaphicoma är en svampart som beskrevs av Thaxt. 1931. Scaphidiomyces scaphicoma ingår i släktet Scaphidiomyces och familjen Laboulbeniaceae.   Inga underarter finns listade i Catalogue of Life.